# Haplodelphax
Haplodelphax är ett släkte av insekter. Haplodelphax ingår i familjen sporrstritar.
Kladogram enligt Catalogue of Life:
| Haplodelphax | \| \| Haplodelphax euronotianus \| \| \| \| \| \| Haplodelphax iuncicola \| \| \| \| \| \| Haplodelphax naias \| \| \| \| |
|              | \| \| Haplodelphax euronotianus \| \| \| \| \| \| Haplodelphax iuncicola \| \| \| \| \| \| Haplodelphax naias \| \| \| \| |
|              | Haplodelphax euronotianus                                                                                                 |
|              | |
|              | Haplodelphax iuncicola |
|              | |
|              | Haplodelphax naias |
|              | |